# 青岛贝林自然博物馆
青岛贝林自然博物馆（英語：Qingdao Beilin Nature History Museum）是一座位于青岛的自然博物馆，现任馆长是李华贵。

## 历史
2017年10月24日建成开馆，位于山东青岛市北区辽宁路280号，青岛市市北区儿童公园内，毗邻青岛市少年宫。由青岛市北区政府、美国环球健康与教育基金会、中国科学院青岛科学艺术研究院三方共同创建，以美国企业家、慈善家肯尼斯·尤金·贝林名字命名。占地面积约7,200平方米，有400余件动物标本。

## 营业时间
- 周二至周日：上午九点半至下午五点半（夏令时）
- 周二至周日：上午九点至下午五点（冬令时）
- 周一闭馆

## 交通
- 青岛地铁2号线、4号线泰山路站